# Wirtschaftsrechnung im Sozialismus

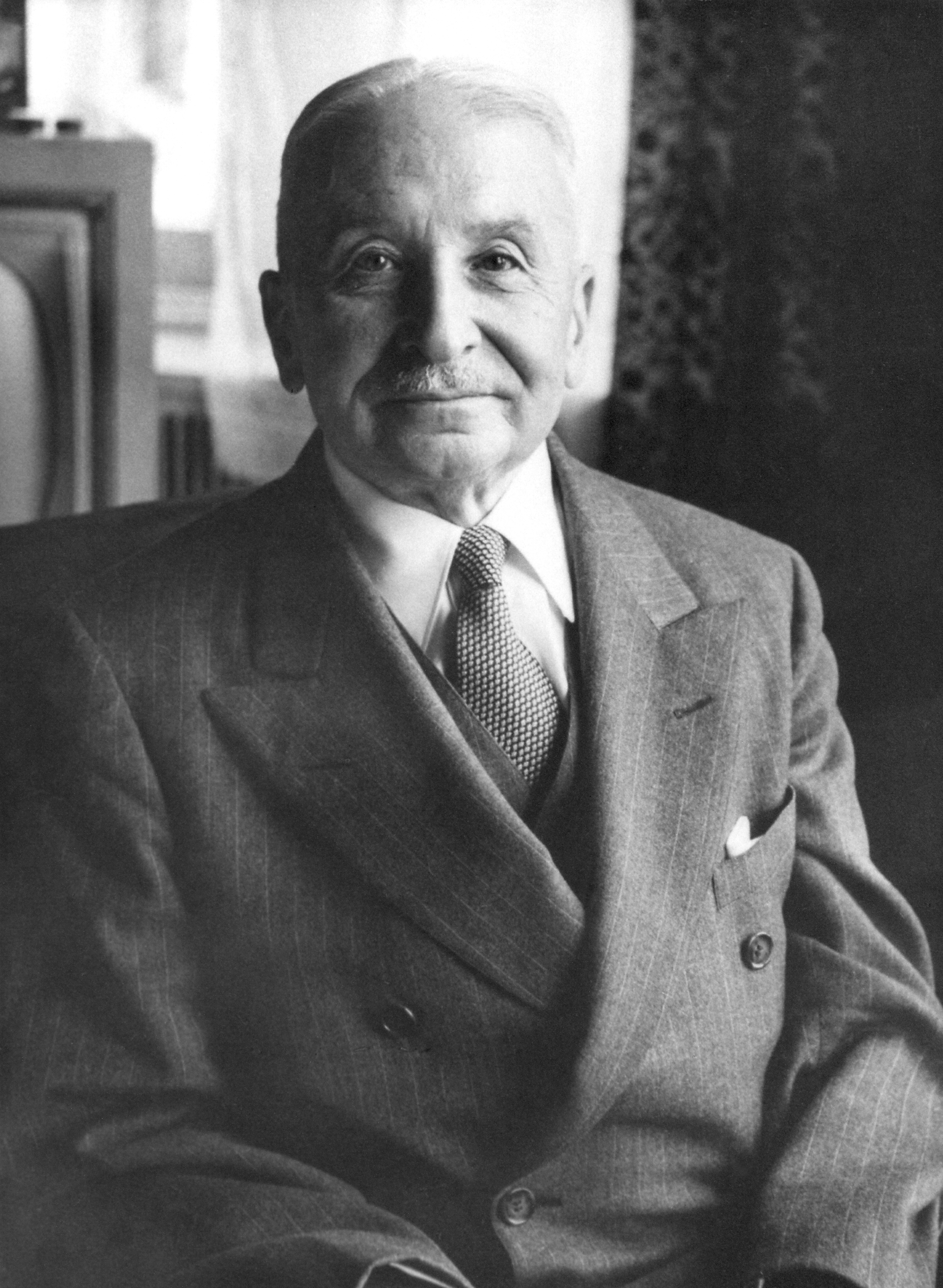
Ludwig von Mises

Die Debatte über die Wirtschaftsrechnung im Sozialismus (engl. Socialist Calculation Debate) war eine wirtschaftswissenschaftliche Auseinandersetzung, die zuerst 1920 und 1922 durch Ludwig von Mises angestoßen wurde. Mises versuchte, den theoretischen Nachweis zu führen, dass ein sozialistisches Wirtschaftssystem wegen des Fehlens des Marktmechanismus und den daher mangelhaften Informationen über Kosten und Preise nicht funktionieren könne. Die sozialistisch orientierten Ökonomen Oskar Lange und Abba Lerner traten Mises entgegen, indem sie ein Modell entwickelten, das auf der Simulation des Marktmechanismus durch eine zentrale Planungsbehörde abzielte.
Mises’ Position wurde in modifizierter Form von Friedrich August von Hayek, Trygve J. B. Hoff, Wilhelm Röpke und Lionel Robbins weiter vertreten, während Abram Bergson eine vermittelnde Position einnahm. Eine ähnliche Auffassung wie Mises vertrat auch Max Weber in der 1922 postum veröffentlichten III. Abteilung des Grundriss der Sozialökonomik.
Innerhalb der Österreichischen Schule wurde Mises’ Argumentation breit rezipiert, von anderen zeitgenössischen Ökonomen der 1920er bis 1950er Jahre hingegen weitgehend abgelehnt. Seit dem Zusammenbruch des Kommunismus in Osteuropa findet eine Neubewertung der damaligen Debatte statt.

## Grundgedanke
Mises argumentierte, dass eine Wirtschaft, die durch zentrale Planentscheidungen gesteuert werde und somit den Markt und die freie Preisbildung ausschalte, zu einer realistischen Rechnungsweise – also zu einer rationalen Verwendung ihrer Ressourcen – nicht in der Lage sei. Kosten hätten in ihr keine Bedeutung mehr, der Wert der Produktionsfaktoren sei daher nicht bestimmbar; ohne Geldrechnung, so Mises, gebe es „kein Mittel, zu erkennen, was rationell ist“. Nach einer Aufhebung des Privateigentums – oder, mit Mises, des „Sondereigentums“ – trete an die Stelle der „anarchischen Produktionsweise (...) das nutzlose Gebaren eines zweckwidrigen Apparates (...). Die Räder werden sich drehen, doch sie werden leer laufen.“ Daraus leitete Mises die objektive „Unmöglichkeit“ einer sozialistischen Wirtschaftsweise ab:
„Wir haben zeigen können, worin die Undurchführbarkeit sozialistischer Wirtschaftsordnung zu suchen ist. Nicht weil die Menschen moralisch zu niedrig stehen, sondern weil die Aufgaben, die eine sozialistische Gesellschaftsordnung ihrer Vernunft stellen müsste, vom menschlichen Verstande nicht gelöst werden können, kann es keinen Sozialismus geben. Die Unverwirklichbarkeit des Sozialismus ist nicht in der sittlichen, sondern der intellektuellen Sphäre gegründet. Weil eine sozialistische Gesellschaft nicht rechnen könnte, kann es keine Gemeinwirtschaft geben.“
Die Annahme, dass der Sozialismus „unmöglich“ sei, wurde in späteren Jahren von Mises zwar nicht zurückgenommen, aber unter anderem von Hayek und Robbins insofern entschärft und anschlussfähiger gemacht, als nun unter Rückgriff auf die Grundgedanken Mises’ die stattfindende realsozialistische Planung als – verglichen mit dem Marktpreis-Mechanismus – „unglaublich plump, primitiv und unzureichend“ bewertet wurde. Hayek und Robbins betrachteten das Problem als eine Frage von mehr oder weniger wirtschaftlicher Effizienz, nicht aber – wie Mises ursprünglich – als ein Beweis der Unmöglichkeit des Sozialismus schlechthin. Für Hayek war die Debatte über die Wirtschaftsrechnung im Sozialismus der Ausgangspunkt für seine späteren Überlegungen über die Funktion von Wissen in der Gesellschaft.
Mises selbst blieb allerdings bei seiner ursprünglichen Ansicht, die er in seinem theoretischen Hauptwerk Human Action (1949) weiter ausführte. In Bezug auf das Modell von Lange und Lerner (siehe unten) schrieb er, beide Autoren würden die (Markt-)Wirtschaft aus der statischen Perspektive eines angestellten Managers betrachten, der relativ simple Optimierungsaufgaben zu erfüllen hätte. Mit den dynamischen, risikobehafteten und spekulativen Entscheidungen von Unternehmern sei dies allerdings nicht zu vergleichen, da nur Unternehmer im engeren Sinne zukunftsgerichtete Entscheidungen treffen würden:
„In welchen Branchen sollte die Produktion erhöht oder verringert werden, in welchen Branchen sollte das Ziel der Produktion verändert werden, welche Branchen sollten neu begründet werden? In Hinblick auf diese Fragen ist es überflüssig, den ehrlichen Manager und seine bewährte Effizienz zu bemühen. Diejenigen, die Management mit Unternehmertum verwechseln, verschließen ihre Augen vor dem wirtschaftlichen Problem [...] Das kapitalistische System ist kein Management-System, sondern ein unternehmerisches System.“

## Gegenposition von Lange und Lerner
Die marxistischen Ökonomen Oskar Lange und Abba Lerner entwickelten als Reaktion auf Mises’ Argumente das Lange-Lerner-Theorem (später erweitert zum Lange-Taylor-Dickenson-Modell). Auf Basis der neoklassischen Theorie schlugen die beiden Ökonomen einen Trial-and-Error-Prozess für eine Wirtschaft mit staatlichem Eigentum an den Produktionsmitteln und zentraler Wirtschaftsplanung vor. Unter solchen Bedingungen, schlossen Lange und Lerner, sei der Preismechanismus auch im Sozialismus funktionsfähig und ein Pareto-effizienter Zustand auch in einer sozialistischen Wirtschaft erreichbar. Durch strikte Regeln über das Verhalten von Managern und die Preisbildung könne der Markt quasi simuliert werden. Lange und Lerner waren auf Basis der neoklassischen Annahmen sogar der Ansicht, Sozialismus würde besser funktionieren als Kapitalismus, da nur im Sozialismus vollständiger Wettbewerb herrschen könne, während der Kapitalismus von Monopolen geprägt sei. In seinem 1936 erschienenen Werk On the Economic Theory of Socialism wies Lange – mit deutlich ironischem Unterton – auf die Bedeutung von Mises’ Überlegungen hin:
„Sozialisten haben gute Gründe, Professor Mises dankbar zu sein, als großem Advocatus Diaboli ihrer Sache. Denn es war seine kraftvolle Kritik, die erst die Sozialisten dazu bewegt hat, zu erkennen, wie wichtig ein adäquates System der Wirtschaftsrechnung ist [...] In einem sozialistischen Staat sollten aus Dankbarkeit für seine großen Dienste und als Erinnerung an die Wichtigkeit der Wirtschaftsrechnung Statuen von Professor Mises im Ministerium für Verstaatlichung und in der zentralen Planungsbehörde aufgestellt werden.“
In einer späten Arbeit Computer und Markt aus dem Jahr 1965 kehrte Lange nochmals zur Frage der Wirtschaftsrechnung im Sozialismus zurück. Nunmehr war er der Ansicht, dass der Marktmechanismus durch die technologische Innovationen überholt sei: Leistungsfähige Großrechner könnten jedwede ökonomische Gleichung in Sekunden lösen und benötigten den Markt nicht mehr; dieser sei nichts anderes als eine „Rechenmaschine der vor-elektronischen Zeit“ gewesen.

## Zeitgenössische Rezeption
Für zeitgenössische Autoren war die Debatte um die Wirtschaftsrechnung im Sozialismus zugunsten von Lange und Lerner entschieden; Mises’
Gedanken betrachtete man als unzutreffend oder bestenfalls von theoretischem Interesse. So erklärte z. B. Frank H. Knight von der Chicago School, die Debatte über Wirtschaftsrechnung im Sozialismus sei nichts als „Schall und Rauch“, die einzelnen Wirtschaftsteilnehmer würden im Sozialismus nicht anders handeln als im Kapitalismus. Der Sozialismus sei eine politische Frage, zu deren Behandlung die Wirtschaftstheorie kaum etwas beitragen könne.
Auch Joseph Schumpeter, selbst aus der Tradition der Österreichischen Schule kommend, sah die Ansichten von Mises und Hayek als definitiv falsch an und erklärte in seinem Hauptwerk Kapitalismus, Sozialismus und Demokratie (1942): „Kann der Sozialismus funktionieren? Selbstverständlich kann er es. Kein Zweifel ist darüber möglich, wenn wir einmal annehmen, dass erstens die erforderliche Stufe der industriellen Entwicklung erreicht ist und dass zweitens Übergangsprobleme erfolgreich gelöst werden können.“

## Heutige Bewertung
Der Zusammenbruch der sozialistischen Wirtschafts- und Gesellschaftssysteme in Osteuropa führte zu einer Neubewertung der Debatte um die Wirtschaftsrechnung im Sozialismus. So kam etwa der postkeynesianische polnische Ökonom Kazimierz Laski im Jahr 1989 zur Auffassung, es sei Oskar Lange und seinen Mitstreitern „letztlich nie gelungen, der österreichischen Kritik zu begegnen“
Der Ökonom Geoffrey Hodgson, der selbst der Schule der Institutionenökonomik angehört, kam 1999 zu dem Schluss, dass Mises und Hayek mit ihrer Kritik in den zentralen Punkten recht behalten hätten, da es im Modell von Lange, Taylor und Dickenson letztlich nicht möglich sei, Grenzkosten zutreffend zu berechnen und dadurch rationale Entscheidungen zu treffen:
„In einer dynamischen und unsicheren Welt sind Investitionen von den Erwartungen und Ahnungen des Unternehmers abhängig, nicht nur von den expliziten Kosten. Dieses Versagen [des Sozialismus, Anm.] ist entscheidend in allen Fragen des Lernens, der Innovation und des Wirtschaftswachstums. Allerdings könnte eine stagnierende, bürokratische Version des Lange-Taylor-Dickenson-Modells in der Praxis möglich sein, wenn sie von illegalen, aber realen Märkten begleitet und von ideologischen Mahnrufen vorangetrieben wird. […] Obwohl es bürokratisch und schwerfällig war, hat das System [im Ostblock, Anm.] jahrzehntelang funktioniert. Aber Hayek und Mises haben gezeigt, dass ein solches System, wenn man es nach gängigen Kriterien beschreibt, weder rational, noch dynamisch, noch effizient sein könnte.“

### Primärliteratur
- Ludwig von Mises: Die Gemeinwirtschaft – Untersuchungen über den Sozialismus. 1996, ISBN 3-87881-103-9 (docs.mises.de [PDF; 2,9 MB] Faksimile der Ausgabe von 1922).
- Ludwig von Mises: Human Action: A Treatise on Economics (Scholars Edition). Ludwig von Mises Institute, Auburn (Alabama) 2007, ISBN 978-0-945466-24-6, XXVI. The Impossibility of Economic Calculation under Socialism, S. 694–711 (mises.org [PDF; 55,7 MB] Neudruck der Erstauflage).
- Friedrich August von Hayek: The Nature and History of the Problem. In: Friedrich August von Hayek (Hrsg.): Collectivist Economic Planning. 1935, S. 1–47.

### Sekundärliteratur
- David M. Levy, Sandra J. Peart: Socialist calculation debate. In: Steven N. Durlauf and Lawrence E. Blume (Hrsg.): The New Palgrave Dictionary of Economics. 2. Auflage. Palgrave Macmillan, 2008.
- Peter J. Boettke (Hrsg.): Socialism and the market: The socialist calculation debate re-visited. 9 Bände. Routledge, London 2000, ISBN 0-415-19586-1 (Kommentierte Textsammlung).